# 노곡중학교
노곡중학교(盧谷中學校)는 대한민국 서울특별시 도봉구 창동에 있는 공립 중학교이다. 이 학교 학생들은 2016년에 도봉구가 주최한 청소년 대회에 나가서 도봉구에도 평화의 소녀상을 세우자는 주장을 해서 1등상을 수상했고, 수상에 멈추지 않고 실제로도 정의여자고등학교, 덕성여자대학교 및 시민들과 협업하여 도봉구 평화의 소녀상을 건립시킴에 공헌했다. 노곡중학교의 통학 편의를 위해서 버스 노선이 바뀌기도 했다.

## 학교 연혁
- 1988년 12월 29일 : 노곡중학교 설립인가(36학급)
- 1989년 3월 1일 : 초대 김순식 교장 취임
- 1989년 3월 3일 : 신입생 입학식 609명(남 5학급, 여 5학급)
- 1989년 5월 6일 : 개교식
- 1992년 2월 13일 : 제1회 졸업식(졸업생 535명)
- 2022년 3월 1일 : 제13대 박창호 교장 취임
- 2022년 12월 30일 : 제32회 졸업식 (6학급)
- 2023년 3월 2일 : 제35회 입학식 (5학급)

## 참고 자료
- 노곡중학교 - 한국교육학술정보원 학교알리미